# Репаблик (округ)
Репа́блик (англ. Republic County; стандартное обозначение RP) — округ в штате Канзас, США. Официально образован 27 февраля 1860 года. По состоянию на 2010 год, численность населения составляла 4 980 человек.

## География
По данным Бюро переписи США, общая площадь округа равняется 1 864,802 км2, из которых 1 857,032 км2 суша и 8,029 км2 или 0,400 % это водоёмы.

## Население
По данным переписи населения 2000 года в округе проживает 5 835 жителей в составе 2 557 домашних хозяйств и 1 685 семей. Плотность населения составляет 3,00 человека на км2. На территории округа насчитывается 3 113 жилых строений, при плотности застройки около 2,00-х строений на км2. Расовый состав населения: белые — 98,56 %, афроамериканцы — 0,26 %, коренные американцы (индейцы) — 0,21 %, азиаты — 0,19 %, гавайцы — 0,00 %, представители других рас — 0,33 %, представители двух или более рас — 0,46 %. Испаноязычные составляли 0,94 % населения независимо от расы.
В составе 25,60 % из общего числа домашних хозяйств проживают дети в возрасте до 18 лет, 58,80 % домашних хозяйств представляют собой супружеские пары проживающие вместе, 4,80 % домашних хозяйств представляют собой одиноких женщин без супруга, 34,10 % домашних хозяйств не имеют отношения к семьям, 31,80 % домашних хозяйств состоят из одного человека, 18,00 % домашних хозяйств состоят из престарелых (65 лет и старше), проживающих в одиночестве. Средний размер домашнего хозяйства составляет 2,23 человека, и средний размер семьи 2,80 человека.
Возрастной состав округа: 22,30 % моложе 18 лет, 4,50 % от 18 до 24, 22,10 % от 25 до 44, 25,00 % от 45 до 64 и 25,00 % от 65 и старше. Средний возраст жителя округа 46 лет. На каждые 100 женщин приходится 93,20 мужчин. На каждые 100 женщин старше 18 лет приходится 90,80 мужчин.
Средний доход на домохозяйство в округе составлял 30 494 USD, на семью — 39 215 USD. Среднестатистический заработок мужчины был 25 260 USD против 17 274 USD для женщины. Доход на душу населения составлял 17 433 USD. Около 6,00 % семей и 9,10 % общего населения находились ниже черты бедности, в том числе — 12,40 % молодежи (тех, кому ещё не исполнилось 18 лет) и 8,90 % тех, кому было уже больше 65 лет.